# Zariczna (stacja szybkiego tramwaju)
Zariczna (ukr. Зарічна) – stacja końcowa premetra w Krzywym Rogu na Ukrainie. Została otwarta 26 października 1999 r. przez ówczesnego prezydenta Ukrainy Łeonida Kuczmę.

## Konstrukcja
Stacja zbudowana jest z dwóch poziomów. Część naziemna składa się z holu, natomiast na pierwszym piętrze położone są perony. Na każdym z peronów wznosi się po pięć filarów, przy czym filary zwieńczone są łączącymi się ze sobą dachami w kształcie kapelusza grzyba. Wnętrze stacji wykończono materiałami z tworzyw sztucznych oraz aluminium, granitem i marmurem. Posadzki peronów wyłożono labradorytem.
Tory stacyjne znajdują się na skarpie, ponieważ stacja zlokalizowana jest w pobliżu terenów zalewowych rzeki Saksahani. W pobliżu dworca położona jest północna część mikrorejonu Zaricznyj. Za stacją, 200 metrów na północ, funkcjonuje pętla do zawracania składów tramwajowych i mały hangar.

## Galeria

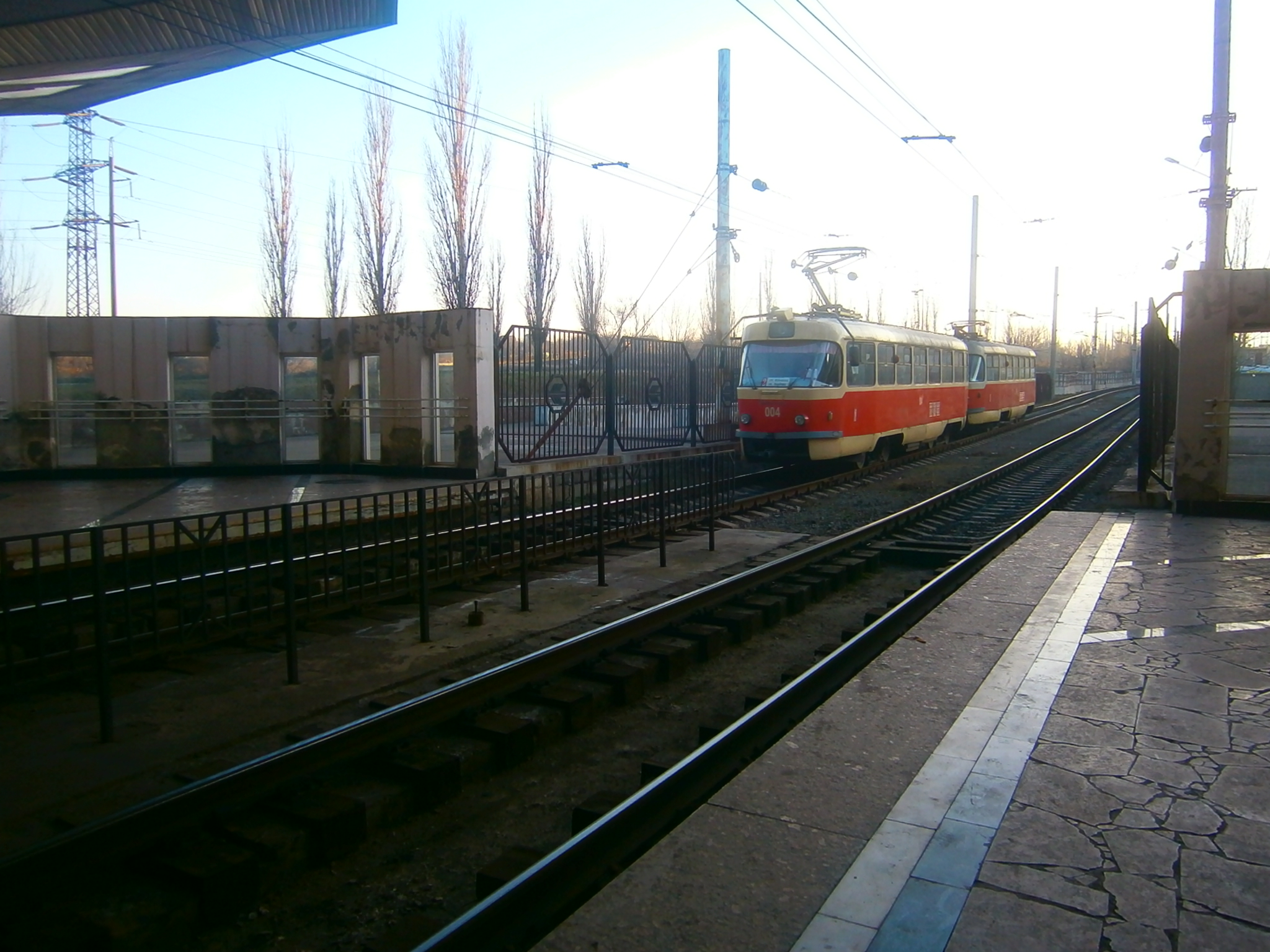
Skład Tatr T3SU zbliżający się do stacji
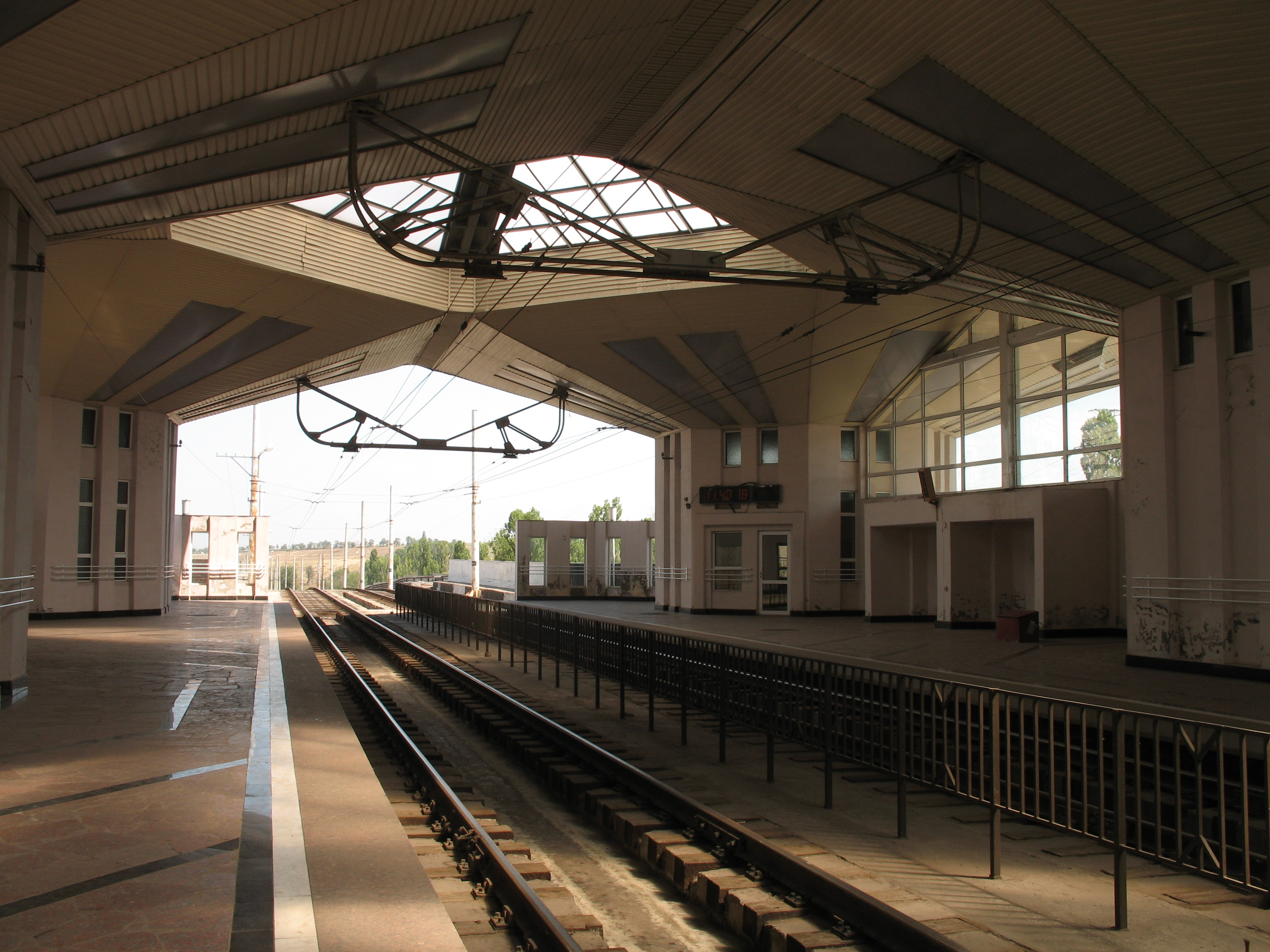
Perony
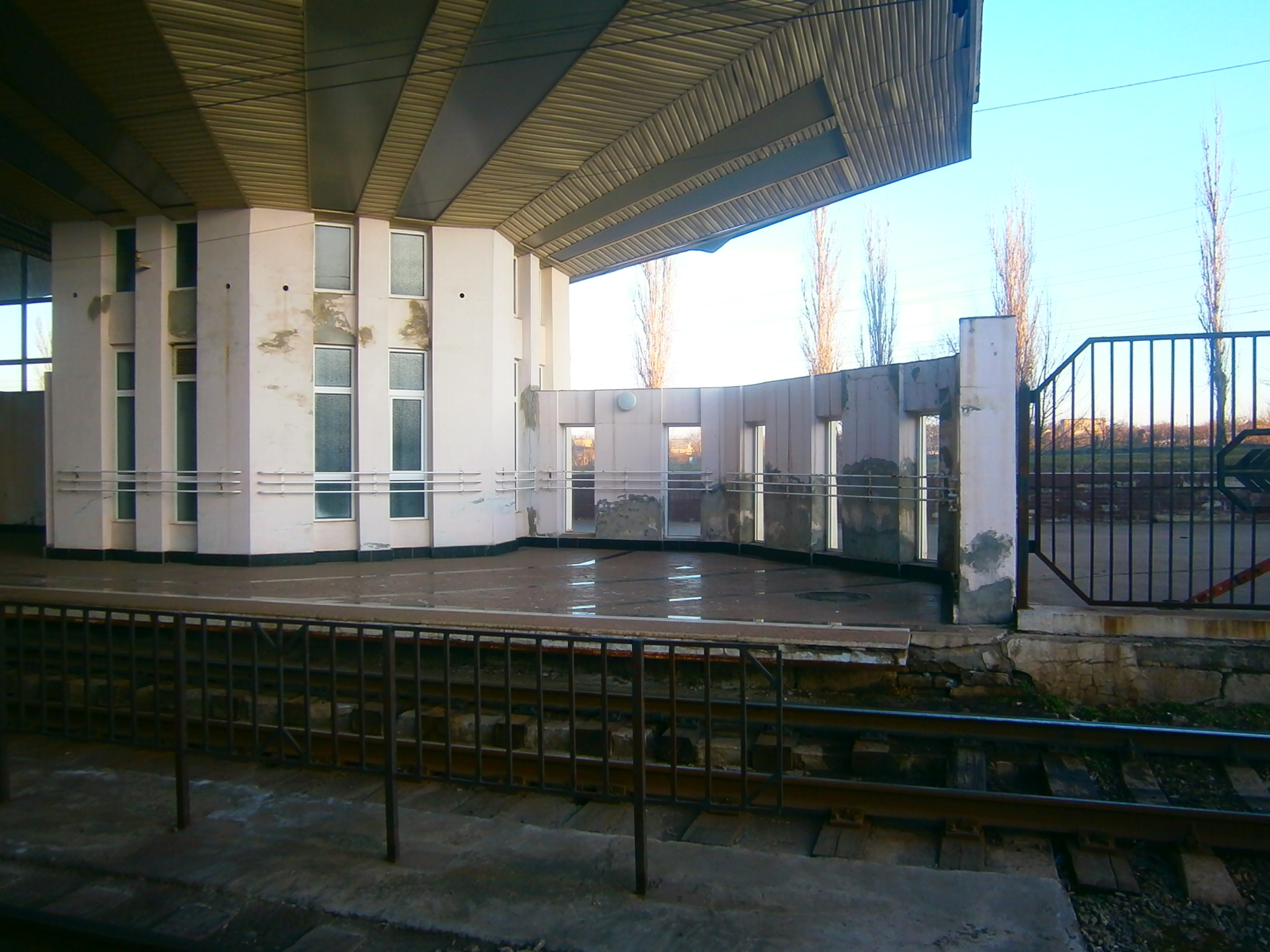
Jeden z filarów podtrzymujących dach